# Cold open
Cold open (også kaldet en teaser sequence) er en fortælleteknik, der bruges i film og TV. I praksis hopper man direkte ind i fortællingen i begyndelsen inden titelsekvens eller åbningsteksterne i programmet eller filmen. I tv-branchen er formålet at involvere publikum i plottet så hurtigt som muligt for at reducere sandsynligheden for, at seerne skifter kanal under de første reklamer. En cold open kan også bruges til at opsummere begivenheder i en tidligere episode eller historiepunkter, som bliver genbesøgt i den nuværende episode.